# Крива на Лафер
Кривата на Лафер е създадена от американския икономист Артър Лафер. Тя изразява зависимостта между увеличаването на данъчната тежест и сумата на данъчните постъпления.

## Идеята
Идеята, изложена в кривата на Лафер, е развита и поддържана много преди него от много известни икономисти и мислители, като:
- 14 век – ислямския философ Ибн Халдун
- 18 век – политика Александър Хамилтън
- 19 век – френският икономист и журналист Фредерик Бастиа
- През 20 век – от Джон Кейнс

Така, въпреки че Лафер не е откривателят на тази зависимост, той е един от основните ѝ популяризатори.

## Обяснение
Ако допуснем, че данъчната ставка е нула, то и постъпленията от данъци ще са нула. С увеличението на данъчната тежест, приходите на държавата ще растат, но само до една определена точка. След тази точка допълнителното повишаване на данъчната ставка води до намаление на приходите и при данъчна ставка от 100% данъчните приходи са нулеви.
На показаната схема по вертикала са приходите на държавата от данъци, а по хоризонтала – данъчната тежест. След оптималното ниво от гледна точка на данъкоплатеца, следва спад на приходите, дължащ се както на увеличеното укриване на данъци от страна на гражданите, така и на по-малкия стимул за работа.
Лафер счита, че данъчното облагане е резултатно само в лявата половина на графиката и неефективно в дясната. С намаляването на данъчната тежест се повишава стимулът за работа, има увеличаване на доходите, откъдето ще нараства и данъчната основа, а оттам и постъпленията.